# Carlos Carranza
Carlos Carranza, vollständiger Name Carlos María Carranza, (* 30. November 1928) ist ein ehemaliger uruguayischer Fußballspieler.

## Karriere

### Verein
Carranza spielte auf Vereinsebene mindestens 1956 für den Club Atlético Cerro. In der Spielzeit jenes Jahres belegte er mit der Mannschaft den dritten Rang in der Gesamttabelle der Primera División. Er erzielte 18 der 42 Treffer seines Teams und wurde Torschützenkönig. Darüber hinaus existieren Quellen, die ihm auch eine Kaderzugehörigkeit von 1951 bis 1958 zuschreiben.

### Nationalmannschaft
Carranza war Mitglied der A-Nationalmannschaft Uruguays, für die er zwischen dem 25. Februar 1953 und dem 1. April 1957 21 Länderspiele absolvierte, bei denen er einen Treffer erzielte. Mit der Celeste nahm er an den Südamerikameisterschaften 1953, 1955, 1956 und 1957 teil. 1956 gewann er mit Uruguay den Titel. Er wurde zudem 1956 bei der Copa del Atlántico gegen Brasilien sowie im selben Jahr bei der Copa Lipton und der Copa Newton eingesetzt.

### Erfolge
- Südamerikameister: 1956
- Torschützenkönig Primera División (Uruguay): 1956